# آلن بروس بلکسلند
آلن بروس بلکسلند (انگلیسی: Alan Bruce Blaxland; ۱۷ اکتبر ۱۸۹۲ – ۲ سپتامبر ۱۹۶۳) فرد نظامی اهل بریتانیا بود. وی همچنین برندهٔ جوایزی همچون نشان حمام و نشان امپراتوری بریتانیا شده‌است.